# Topchanchi
Topchanchi là một thị trấn thống kê (census town) của quận Dhanbad thuộc bang Jharkhand, Ấn Độ.

## Địa lý
Topchanchi có vị trí 23°54′B 86°12′Đ / 23,9°B 86,2°Đ Nó có độ cao trung bình là 304 mét (997 feet).

## Nhân khẩu
Theo điều tra dân số năm 2001 của Ấn Độ, Topchanchi có dân số 5397 người. Phái nam chiếm 53% tổng số dân và phái nữ chiếm 47%. Topchanchi có tỷ lệ 57% biết đọc biết viết, thấp hơn tỷ lệ trung bình toàn quốc là 59,5%: tỷ lệ cho phái nam là 69%, và tỷ lệ cho phái nữ là 43%. Tại Topchanchi, 15% dân số nhỏ hơn 6 tuổi.